# The Pursuit of Happiness (pel·lícula de 1934)
The Pursuit of Happiness és una pel·lícula de comèdia històrica estatunidenca de 1934 dirigida per Alexander Hall i protagonitzada per Francis Lederer, Joan Bennett i Charlie Ruggles. Va ser estrenada el 28 de setembre de 1934 per Paramount Pictures.

## Argument
Un soldat de Hesse que serveix amb les forces britàniques durant la Guerra d'Independència dels Estats Units deserta i intenta establir-se a Connecticut amb una dona local que ha conegut.

## Repartiment
- Francis Lederer com Max Christmann
- Joan Bennett com Prudence Kirkland
- Charlie Ruggles com Aaron Kirkland
- Mary Boland com Comfort Kirkland
- Walter Kingsford com Rev. Lyman Banks
- Minor Watson com Col. Sherwood
- Adrian Morris com Thad Jennings
- Barbara Barondess com Meg Mallory
- Duke York com Jonathan
- Jules Cowles com The Drunk
- Irving Bacon com Bijah
- Spencer Charters com Sam Evans
- Holmes Herbert com Gen. Sir Henry Clinton
- Edward Peil Sr. com Peddler (sense acreditar)